# Теорема Паппа
Теорема Паппа — це класична теорема проєктивної геометрії. Вона формулюється наступним чином:
| Нехай A, B, C — три точки на одній прямій, A' , B' , C' — три точки на іншій прямій. Нехай три прямі АВ' , BC' , CA' перетинають три прямі A'B, B'C, C'A, відповідно у точках X, Y, Z. Тоді точки X, Y, Z лежать на одній прямій. |

Нескладно бачити, що двоїсте формулювання до теореми Паппа є лише переформулюванням самої теореми.
| Нехай прямі {\displaystyle a_{1},a_{2},a_{3}} проходять через точку A, {\displaystyle a_{1}',a_{2}',a_{3}'} проходять через точку A'. {\displaystyle a_{1}} перетинає {\displaystyle a_{2}'} та {\displaystyle a_{3}'} в точках B і C, {\displaystyle a_{2}} перетинає {\displaystyle a_{1}'} та {\displaystyle a_{3}'} в точках C' і Z, {\displaystyle a_{3}} перетинає {\displaystyle a_{1}'} та {\displaystyle a_{2}'} в точках B' і X. Тоді прямі BC', B'C та XZ перетинаються в одній точці (на кресленні — Y) або паралельні. |

Теорема Паппа є виродженим випадком в теоремі Паскаля: якщо замінити в теоремі Паскаля вписаний у конічний перетин шестикутник на вписаний у пару прямих, які перетинаються, то вона стане еквівалентною теоремі Паппа. Сам Паскаль вважав пару прямих конічним перетином (тобто вважав теорему Паппа окремим випадком своєї теореми).

## Історія
Формулювання і доведення цієї теореми містяться в «Математичному зібранні» Паппа Олександрійського (початок IV століття н. е.). У Новий час теорема була опублікована видавцем і коментатором робіт Паппа Федеріко Коммандіно у 1566 році.

## Доведення
Якщо відвести на нескінченність пряму XY, то теорема переходить в нескладне твердження про паралельність прямих, найпростіше доказуване з використанням гомотетії:
| Нехай A, B, C — три точки на одній прямій, A' , B' , C' — три точки на інший прямий, при цьому AB' паралельно A'B, а BC' паралельно B'C. Тоді A'C паралельно AC'. |